# The Knocks
The Knocks é uma dupla de música eletrônica americana formado por Ben "B-Roc" Ruttner e James "JPatt" Patterson. Eles são mais conhecidos por lançamentos em gravadoras como Kitsuné, Big Beat Records, Neon Gold Records e Atlantic Records e por suas remixagens em destaque na HypeMachine, Beatport, e por várias setlists de DJ's. São conhecidos por seus singles "Classic", com participação de POWERS, "I Wish (My Taylor Swift)" com participação de Matthew Koma e "Kiss the Sky" com participação de Wyclef Jean. Seu álbum de estreia, 55, foi lançado em 4 de março de 2014.

## História
O nome da dupla, "The Knocks" (tradução literal, as batidas), refere aos primeiros dias de carreira, quando um de seus vizinhos bateram na sua porta por tocarem música muito alto. Antes de se concentrar em suas próprias músicas e remixagens, eles estiveram produzindo batidas e remixes para Katy Perry, Britney Spears, Marina and the Diamonds, Flo Rida, Sky Ferreira, Theophilus London, Ellie Goulding, entre outros.
A revista NME intitulou o The Knocks como um dos "20 produtores mais quentes da música" em 2010, e o grupo se apresentou com frequência no "Popwrap" do New York Post no mesmo ano.

### 2010–15:Magic,ComfortableeSo Classic EPs
Seu single "Make It Better", foi lançado em 2010 pela Neon Gold Records, e foi usado para uma campanha televisionada para a cerveja Corona nacionalmente nos Estados Unidos. Seu single de 2010, "Dancing with the DJ" foi um sucesso na internet de imediato.[carece de fontes?] A banda de hip hop da Filadélfia, Chiddy Bang, sampleou a canção "Blackout" do The Knocks em seu single "Here We Go" (com participação de Q-Tip) para seu EP The Preview. Chiddy Bang, posteriormente sampleou também as canções "When You've Got Music" e "Dancing with the DJ" para seu mixtape Peanut Butter and Swelly. Depois do sucesso de "Dancing with the DJ", seu extended play (EP) de estreia intitulado Magic foi lançado em 2011.
Em 2012, seu cover para "Midnight City" de M83 com participação nos vocais de Mandy Lee, obteve 10.000 downloads em sua primeira semana no site SoundCloud. Em junho, a dupla conseguiu seu primeiro número um no site HypeMachine com a canção "Learn to Fly", que atingiu 100,000 execuções no SoundCloud em uma semana de lançamento.[carece de fontes?] "Geronimo", uma colaboração com o produtor francês Fred Falke, foi lançado pela Kitsuné Records em julho de 2012. Mais tarde, em novembro de 2012, a dupla participou ao lado da sensação pop St Lucia na música "Sun Goes Down" de Icona Pop, que foi lançada em seu álbum de estreia de nome homônimo. Mais tarde, revelou-se que a canção era sua primeira participação e co-produção da dupla.
Logo depois, a dupla lançou outro single de sucesso com St. Lucia, intitulado "Modern Hearts", no início de 2013, fazendo com que o grupo ganhasse outro número um na HypeMachine e atingindo a marca de 100,000 execuções no SoundCloud em quatro dias. No mesmo ano, foi lançado outro single, intitulado "Comfortable", que contou com vocais de X Ambassadors, que foi o single principal de seu segundo extended play, também intitulado de Comfortable, e que foi lançado pouco tempo depois.[carece de fontes?]
Em 2014, o The Knocks lançou um single pela Neon Gold Records/Big Beat Records, "Classic", com participação da dupla de alt-pop POWERS. Um videoclipe oficial foi lançado em homenagem ao jogo eletrônico The Sims. Depois, eles lançaram uma nova versão da música, denominada de "Powers Sunset Version", que se seguiu pouco depois. Isto foi seguido pelas músicas "Dancing with Myself", "Collect My Love", com participação de Alex Newell, e "Time", lançado no início de 2015. Essas faixas constituíram seu terceiro EP, intitulado So Classic, que foi lançado em abril de 2015.

### 2015–16:55
Em novembro de 2015, foi relatado que o álbum de estreia do The Knocks, intitulado 55, seria lançado em janeiro de 2016, porém houve um atraso para um data posterior em algum momento nos primeiros meses do ano. 55 contém colaborações de Fetty Wap, Cam'ron, Wyclef Jean, Carly Rae Jepsen, Matthew Koma, Magic Man, Alex Newell, POWERS, Phoebe Ryan, Justin Tranter, Walk the Moon e X Ambassadors.
O trabalho para o álbum começou a aparecer em agosto de 2015, quando o single "Classic", lançado para o EP So Classic, foi remasterizado e lançado como um lançamento de 2015, adicionando novos vocais de Fetty Wap juntamente com POWERS. Posteriormente, a dupla passou a carregar um novo videoclipe com colaboração de Alex Newell, intitulada de "Collect My Love" que foi classificada como segundo re-lançamento de seu EP So Classic. Ambas as músicas do EP foram consideradas parte do novo álbum na época.
Nos últimos meses de 2015, o The Knocks lançou um novo single que foi o primeira canção fora do EP So Classic ou de outros projetos que eles anteriormente já tenham trabalhado, o que despertou grande interesse sobre se a dupla estava trabalhando num novo projeto ou não. Ela foi intitulada de "I Wish (My Taylor Swift)" e teve colaboração de Matthew Koma. Ela foi finalmente lançada em setembro de 2015. O trailer de seu álbum de estreia foi lançado em seu canal no YouTube em novembro de 2015, sendo anunciado com o título de 55. Isso provocou o lançamento de outro single, intitulado "New York City", com vocais de Cam'ron, e foi lançado no mês seguinte. Também no mesmo mês, eles lançaram o videoclipe oficial para o single "Comfortable" de 2013, com vocais de X Ambassadors, que foi lançado originalmente no EP Confortable de 2013 e foi classificado como sendo outro re-lançamento de 2015.
Posteriormente, em 2016, outros projetos também começaram a ocorrer, como o sua turnê nos Estados Unidos, "Route 55", que se iniciou em 15 de janeiro e terminou em 13 de fevereiro. Além disso, seu primeiro remix do ano também foi lançado, "Welcome to New York" de Taylor Swift, tirado de seu álbum 1989. Isso havia sido feito em seu último bootleg, "Summer Bootleg Series", que foi lançado no SoundCloud. Essas remixagens incluíram Carly Rae Jepsen e seu single "All That", e Skrillex com Diplo no single colaborativo "Where Are Ü Now", com participação de Justin Bieber.

## Discografia

### Álbuns

#### Álbuns de estúdio
| Título            | Detalhes | Melhores posições |
| Título            | Detalhes | US Elec           |
| ----------------- | --- | ----------------- |
| 55                | - Lançamento: 4 de março de 2016 - Gravadora: Neon Gold, Big Beat - Formato: CD, download digital, LP (limitado) | 4                 |
| New York Narcotic | - Lançamento: 2018 - Gravadora: Neon Gold, Big Beat - Formato: CD, download digital                              | —                 |

#### Extended plays(EP)
| Título                    | Detalhes do álbum                                                                                 |
| ------------------------- | ------------------------------------------------------------------------------------------------- |
| Magic                     | - Lançamento: 21 de novembro de 2011 - Gravadora: A&M/Octone Records - Formato: Download digital  |
| Comfortable               | - Lançamento: 11 de fevereiro de 2014 - Gravadora: Neon Gold - Formato: Download digital, EP      |
| So Classic                | - Lançamento: 28 de maio de 2015 - Gravadora: Neon Gold, Big Beat - Formato: Download digital     |
| 55.5 (The Knocks VIP Mix) | - Lançamento: 8 de julho de 2016 - Gravadora: Neon Gold, Big Beat - Formato: Download digital     |
| Testify                   | - Lançamento: 3 de fevereiro de 2017 - Gravadora: Neon Gold, Big Beat - Formato: Download digital |

### Como artista principal
| Título                                                      | Ano  | Álbum                     |
| ----------------------------------------------------------- | ---- | ------------------------- |
| "Blackout"                                                  | 2010 | Não incluso em álbum      |
| "Make It Better"                                            | 2010 | Magic EP                  |
| "Dancing With The DJ"                                       | 2010 | Magic EP                  |
| "Brightside"                                                | 2011 | Magic EP                  |
| "Midnight City" (M83 cover) (com participação de Mandy Lee) | 2012 | Não incluso em álbum      |
| "Geronimo" (com Fred Falke)                                 | 2012 | Não incluso em álbum      |
| "The Feeling"                                               | 2012 | Não incluso em álbum      |
| "Modern Hearts" (com participação de St. Lucia)             | 2013 | Não incluso em álbum      |
| "Comfortable" (com participação de X Ambassadors)           | 2014 | Comfortable EP            |
| "DYWT" (com Treasure Fingers)                               | 2014 | Não incluso em álbum      |
| "Classic" (com participação de POWERS)                      | 2014 | 55                        |
| "Dancing With Myself"                                       | 2015 | 55                        |
| "Collect My Love" (com participação de Alex Newell)         | 2015 | 55                        |
| "I Wish (My Taylor Swift)" (com Matthew Koma)               | 2015 | 55                        |
| "New York City" (com participação de Cam'ron)               | 2015 | 55                        |
| "Kiss the Sky" (com participação de Wyclef Jean)            | 2016 | 55                        |
| "Classic" (com participação de POWERS)                      | 2016 | 55.5 (The Knocks VIP Mix) |
| "Love Me Like That" (com participação de Carly Rae Jepsen)  | 2016 | 55.5 (The Knocks VIP Mix) |
| "We Got U" (com Lemaitre)                                   | 2016 | Não incluso em álbum      |
| "Heat" (com participação de Sam Nelson Harris)              | 2016 | Testify EP                |
| "Trouble" (com participação de Absofacto)                   | 2017 | Testify EP                |
| "Lie" (com participação de Jerm)                            | 2017 | Testify EP                |
| "House Party" (com Captain Cuts)                            | 2017 | New York Narcotic         |
| "Ride or Die" (com participação de Foster the People)       | 2018 | New York Narcotic         |